# Форкони II (Кјети)
Форкони II (итал. Forconi II) је насеље у Италији у округу Кјети, региону Абруцо.
Према процени из 2011. у насељу је живело 32 становника. Насеље се налази на надморској висини од 277 м.